# Hotel Theresa
L'Hotel Theresa era a mitjans del segle XX un dels centres més dinàmics de Harlem (New York). Es troba a la cruïlla de l'Adam Clayton Powell Jr. Boulevard (Setena Avinguda) i del carrer 125 (Martin Luther King Jr. Boulevard). Va obrir el 1913 i va ser fins a 1973 l'edifici més alt del barri. Construït en maons blancs, era conegut amb el nom de Waldorf-Astoria de Harlem. Fins a 1940, només acceptava clients blancs i grans personalitats negres americanes.
Louis Armstrong, Sugar Ray Robinson, Lena Horne, Joséphine Baker, Dorothy Dandridge, Duke Ellington,  Muhammad Ali, Dinah Washington, Ray Charles, Little Richard i Jimi Hendrix són personalitats de les que han passat per l'hotel o fins i tot hi han viscut. Fidel Castro hi va fer també una estada en ocasió d'una sessió de les Nacions Unides el 1960; el dirigent de l'URSS Nikita Khrouchtchev va fer-li una visita. El propietari negre li havia proposat albergar-lo gratuïtament, amb tota la delegació cubana. Després d'haver deixat la Nació de l'Islam, Malcolm X reuneix l'Organization of Afro-American Unity a l'hotel Theresa. Hi va trobar Cassius Clay moltes vegades. L'octubre de 1960, John F. Kennedy hi va estar amb Eleanor Roosevelt i d'altres personalitats del  partit demòcrata. Amb la degradació del barri als anys 1950 i 1960, l'hotel va declinar i va haver de tancar el 1967. Va ser convertit en oficines el 1971 i s'anomena d'aleshores ençà Theresa Towers. Va ser classificat de monument històric per la ciutat de New York el 1993.